# 松浦祐太
松浦 祐太（まつうら ゆうた、1996年12月5日 - ）は、ジャパンラグビーリーグワン三重ホンダヒートに所属するラグビー選手。

## プロフィール
- 福岡県出身[1]。
- ポジションはフルバック(FB)。
- 身長 178 cm、体重 82 kg

## 略歴
2015年、小倉高校卒業後、専修大学に入学。
2018年、専修大学ラグビー部の副将に就任した。
2020年、専修大学卒業後、Honda Heat(現・三重ホンダヒート)に加入。
2022年2月20日に行われたJAPAN RUGBY LEAGUE ONE第5節スカイアクティブズ広島戦にて先発出場で公式戦初出場を果たした。